# SR Delémont
El SR Delémont es un club de fútbol suizo de la ciudad de Delémont. Fue fundado en 1909 y juega en la 1. Liga Promotion.